# Карл Клинг
Карл Клинг (на немски: Karl Kling, * 16 септември 1910 в Гисен; † 18 март 2003 в Гайенхофен на езерото Бодензе) е немски автомобилен пилот от Формула 1.
През 1936 г. Клинг идва в отбора на Мерцедес и въпреки че има добри времена при пробните тестове, трябва да роботи в производствения отдел. Ръководителят на състезанията Алфред Нойбауер фаворизира Рудолф Карачиола, Манфред фон Браухич и Херман Ланг.
След 1945 г. участва в състезанията за БМВ и Веритас в състезанията в Германия, понеже германците нямат право да участват от 1945 до 1949 г. в международни състезания. Клинг става немски шампион на спортни автомобили с Веритас от 1948 и 1949 г. в клас двулитрови спортни коли, тогава най-големия клас спортни коли.
През 1951 г. той се връща обратно при Мерцедес-спортни коли-тим и през 1952 г. печели при Carrera Panamericana през Мексико след 19-часово каране и второ място на Миле Миля (Mille Miglia). През 1952 г. е обявен за спортист на годината в Германия.
В Световния шампионат на Формула 1 през 1954 г. Клинг е в тима на новооснования Мерцедес-Формел-1-Тим.
През края на 1955 г. Клинг става ръководител на състезанията на мястото на пенсиониралия се Алфред Нойбауер. При него като ръководител Мерцедес печели през началото на 1960-те интернационали ралита като Монте Карло 1960, Акрополис 1960, Зеен 1961, София-Лиеж-София 1962 и 1963, в Аржентина 1961 до 1964 г.
Клинг участва в по-малки състезания, неговите последни две победи са през 1959 г. при Marathon-Rallye Mediterranee – Le Cap и 1961 г. при Рали Алжир-Централна Африка-Алжир.
През 1968 г. Клинг се пенсионира и живее в своята къща в Гайенхофен, Хеменхофен на Бодензе, където умира през 2003 г.